# Ferdinand Staudenheim von Mühlhof
Ferdinand Ritter Staudenheim von Mühlhof (* 23. Januar 1809 in Hernals (seit 1892 zu Wien); † 17. November 1883 in Graz, Steiermark) war ein österreichischer Gutsbesitzer und Politiker.

## Leben
Er wurde 1809 als Sohn des Arztes Jacob von Staudenheim (seit 1826 Ritter von Staudenheim, * 1764, † 1830) vorehelich geboren und nach Heirat der Eltern 1824 legitimiert.
Staudenheim trat 1833 in die Armee als Fähnrich ein, 1835 wurde er Unterleutnant und 1836 außer Dienst gestellt.
1830 wurde er Gutsbesitzer, nachdem seine spätere Ehefrau im niederösterreichischen Mühlhof (Gemeinde Reichenau, seit 1908 Gemeinde Payerbach, Bezirk Neunkirchen) ein Gut gekauft hatte.
Er war vom 29. Mai bis zum 17. Juli 1848 als fraktionsloser Abgeordneter für den Wahlkreis Österreich unter der Enns in Neunkirchen Mitglied der Frankfurter Nationalversammlung. Er stimmte mit dem rechten Zentrum. Sein Nachfolger wurde Alfred von Arneth.
Vom 15. Juli 1848 bis 9. Oktober 1848 war er auch Abgeordneter des konstituierenden Reichstags des Kaiserstaats Österreich.
1850 heiratete er Aloisia Freiin von Wildburg-Ottenschlag, verwitwete Freiin von Sala-Stolberg († 1882). Das Paar hatte mindestens einen Sohn, Ferdinand Ritter von Staudenheim, geb. vorehelich 1837, gestorben 1910, der im Deutschen Krieg 1866 als Hauptmann kämpfte und verwundet wurde und zudem als Fotograf hervortrat. Das gemeinsame Gut wurde nach 1850 verkauft. Seit ca. 1855 lebte er als Privatier in Graz.